# Yavaraté
Yavaraté är en corregimientos departamentale i Colombia.   Den ligger i departementet Vaupés, i den sydöstra delen av landet, 600 km sydost om huvudstaden Bogotá. Antalet invånare är 1 269.